# Nancyskolan (psykologi)
Nancyskolan är en psykologisk och psykoterapeutisk forskningsriktning, som utgick från det undermedvetna själslivet och bedrev ett energiskt studium av hypnosens och suggestionens olika yttringar. Nancyskolan är uppkallad efter sin ursprungliga stamort Nancy i Frankrike.
Vanligen skiljer man mellan de första Nancyskolan kring Ambroise-Auguste Liébeault och Hippolyte Bernheim, som främst befattade sig med hypnosens fenomen och verkningar och vars blomstringstid inföll på 1880-talet och den nyare eller andra Nancyskolan vilken upptog den av Émile Coué omkring sekelskriftet 1900 utbildade suggestionsbehandlingen av själsliga och nervösa lidanden. Till den senare skolan räknades även Charles Baudouin.